# خدعة فيروس
خدعة الفيروس (بالإنجليزية: Virus hoax)‏ بالإنجليزية وتعني كلمة Hoax باللغة الإنجليزية خدعة أو حيلة أوكذبة أو مكيدة، ويقصد بأكاذيب الفيروسات، الرسائل البريدية التي تحتوي على تحذيرات عن فيروس ما، ترسل من قبل شخص ما (أو أكثر) بهدف إشاعة هذه الكذبة أو الـ Hoax، ومن ثم يتناقلها الآخرون بحسن نية معتقدين أنهم يخدمون أصدقاءهم بإرسال نفس التحذير لهم بعمل إعادة إرسال للرسالة الأصلية، وفي وقت قصير تنتشر هذه الرسالة في أنحاء الكرة الأرضية، وما هي في واقع الأمر سوى حيلة أو كذبة.
ومن الأمثلة على هذا النوع تشمل خدعة فيروس jdbgmgr.exe و SULFNBK.EXE